# Hai (branche terrestre)
 (juin 2019).
Si vous disposez d'ouvrages ou d'articles de référence ou si vous connaissez des sites web de qualité traitant du thème abordé ici, merci de compléter l'article en donnant les références utiles à sa vérifiabilité et en les liant à la section « Notes et références ».
Pour les articles homonymes, voir Hai.
Hai (亥, pinyin : hài) est la douzième et dernière branche terrestre du cycle sexagésimal chinois, précédée par xu et suivie par zi.
Dans l'astrologie chinoise, hai correspond au signe du porc.  Dans la théorie des cinq éléments, hai est de l'élément eau, et dans la théorie du yin et du yang, du yin. En tant que point cardinal, hai représente par rapport au nord une direction de 330° dans le sens des aiguilles d'une montre (direction 11 h).
Le mois du hai correspond au 10e mois du calendrier lunaire chinois et l’heure du hai, ou « heure du porc » à la période allant de 21 à 23 h.

## Combinaisons dans le calendrier sexagésimal
Dans le cycle sexagésimal chinois, la branche terrestre hai peut s'associer avec les tiges célestes yi, ding, ji, xin et gui pour former les combinaisons :
- Yihai
- Dinghai
- Jihai
- Xinhai
- Guihai